# 無量寺 (福井市)
無量寺（むりょうじ）は、福井県福井市八重巻東町にある浄土真宗本願寺派の寺院である。

## 歴史
文政3年6月25日（1820年）明照寺門徒専宗寺下近江国坂田郡男鬼村惣道場を寺号無量寺として創立する。
1895年3月10日現在地に移転する。

## 本尊
- 阿弥陀如来